# Leah Miller
Pour les articles homonymes, voir Miller.
Leah Miller (né le 20 juillet 1981) est une ancienne vidéo-jockey canadienne de la chaîne Much Music à Toronto, et a été l'animatrice de  So You Think You Can Dance Canada. Elle est également correspondante pour l'émission de divertissement eTalk et jusqu'à récemment, elle présentait sur la chaîne E! au Canada.

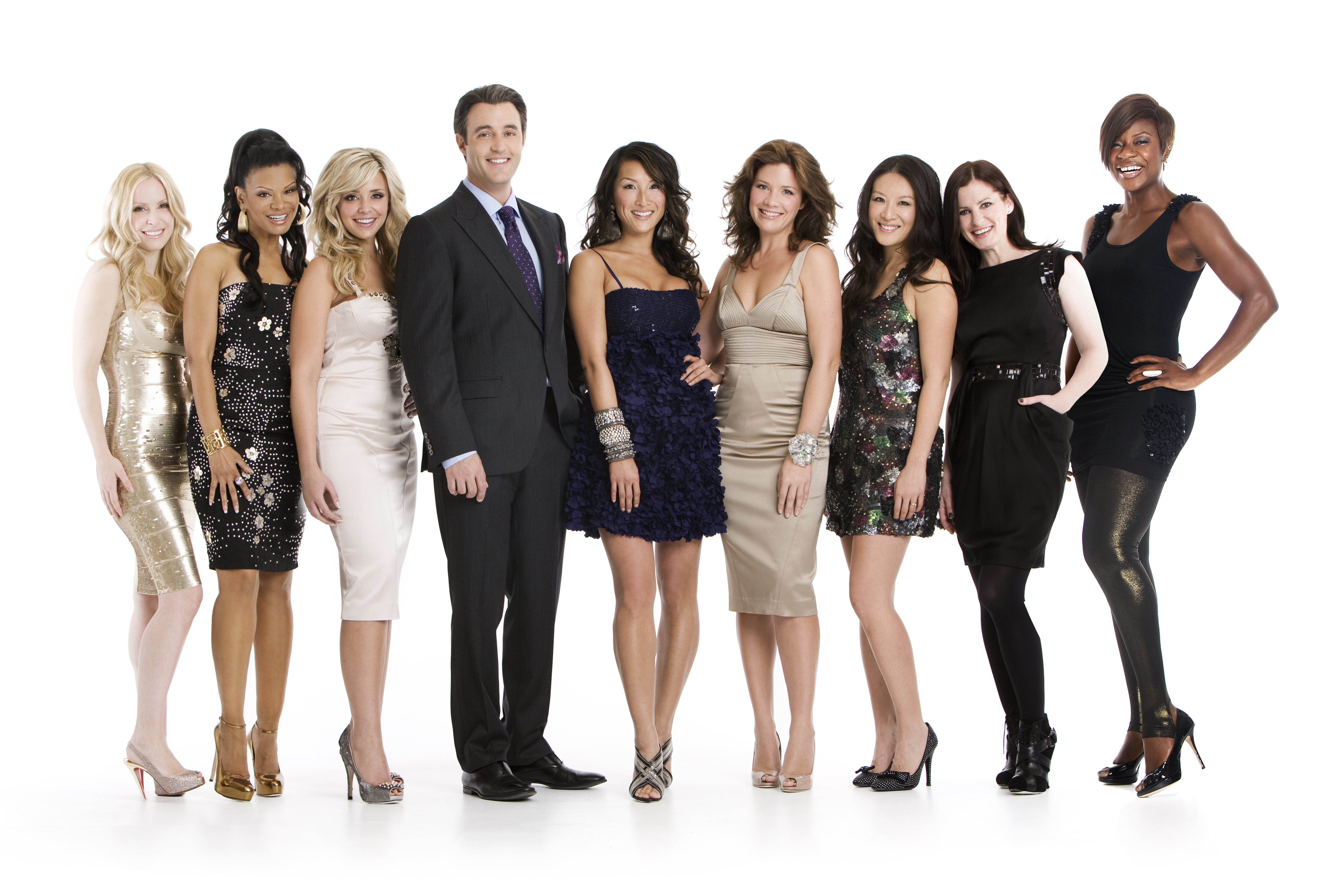
Leah Miller, dans une robe blanche, sur le côté gauche de la photo, avec l'équipe de l'émission eTalk.